# Cantó de Monenh
El cantó de Monenh és un cantó francès del departament dels Pirineus Atlàntics, situat al districte d'Auloron. Té 8 municipis (Abòs, Cuqueron, La Horcada, Luc, Monenh, Partbaïsa, Pardias i Tarsac) i el cap és Monenh.
| Data d'elecció                           | Identitat            | Partit        | Qualitat |
| ---------------------------------------- | -------------------- | ------------- | -------- |
| 1961-1967                                | Jean Casabonnet      |               |          |
| 1967-1969                                | Jean Prigent         |               |          |
| 1969-1979                                | Marie-Louise Prigent |               |          |
| 1979-1985                                | Léopold Joly         | Divers gauche |          |
| 1985-2004                                | Maurice Bahurlet     | PS            |          |
| 2004-                                    | Yves Salanave-Pehe   | Divers gauche |          |
| les dades anteriors no són pas conegudes |                      |               |          |
|                                          |                      |               |          |